# Gruia
Gruia è un comune della Romania di 3071 abitanti, ubicato nel distretto di Mehedinți, nella regione storica dell'Oltenia. 
Il comune è formato dall'unione di 3 villaggi: Gruia, Izvoarele, Poiana Gruii.